# ريتشارد جيوفري جيرارد
ريتشارد جيوفري جيرارد (بالإنجليزية: Richard Geoffrey Gerard)‏ هو سياسي نيوزلندي، ولد في 4 أكتوبر 1904، وتوفي في 26 سبتمبر 1997. انتخب عضو مجلس النواب النيوزيلندي.